# Gabriel Janer i Manila
Gabriel Janer i Manila   (Algaida, 1 de novembre de 1940) és un escriptor i gestor cultural mallorquí, llicenciat en lletres, doctor en Pedagogia per la Universitat de Barcelona i catedràtic d'Antropologia de l'Educació a la Universitat de les Illes Balears.

## Biografia
Exerceix de professor universitari, traductor (de l'italià Gianni Rodari), gestor cultural i, en especial, escriptor. Autor prolífic que conrea gairebé tots els gèneres, és conegut a tot el domini lingüístic català. Ha conquerit els principals premis de la literatura catalana i ha vist traduïda la seva obra a diverses llengües (alemany, anglès, castellà, basc i gallec). Combina la feina literària amb la càtedra d'Antropologia de l'Educació a la Universitat de les Illes Balears i el càrrec com a director de l'Institut d'Estudis Baleàrics (que ocupa des del 2004).
És pare de la també escriptora Maria de la Pau Janer.
El 1998 fou guardonat amb la Creu de Sant Jordi de la Generalitat de Catalunya.

## Obra
Obra de Gabriel Janer.

### Narrativa breu
- 1972 El cementiri de les roses
- 1988 La finestra
- 1991 Contes per als qui dormen amb un ull obert
- 2002 Vola, vola..., Josh!
- 2004 L'illa i una nit

### Novel·la
- 1969 L'abisme
- 1970 El silenci
- 1971 Han plogut panteres
- 1972 La capitulació
- 1972 Els alicorns
- 1973 L'agonia dels salzes
- 1976 El rei Gaspar
- 1977 Tango
- 1977 La cerimònia
- 1979 Com si els dits m'haguessin tornat cuques de llum
- 1983 Diumenge, després de lluna plena
- 1983 La Serpentina
- 1984 El corsari de l'illa dels conills
- 1984 Angeli musicanti
- 1985 Els rius de Babilònia
- 1987 La dama de les boires
- 1987 Els peixos no es pentinen
- 1987 Violeta, el somriure innocent de la pluja
- 1987 Tot quant veus és el mar
- 1988 Diu que n'era un rei
- 1988 Els rius dormen als núvols
- 1989 El palau de vidre
- 1990 Arlequí, el titella que tenia els cabells blaus
- 1990 La perla verda
- 1991 Els rius de la lluna
- 1992 Paradís d'orquídies
- 1993 Han cremat el mar
- 1993 Lluna creixent sobre el Tàmesi
- 1995 Viatge a l'interior del fred
- 1995 El terror de la nit
- 1996 Aquella dona que vingué de Mart
- 1996 La vida, tan obscura
- 1997 Els jardins incendiats
- 1999 La invenció de la primavera
- 2000 Estàtues sobre el mar
- 2000 Samba per a un "menino da rua"
- 2002 George. El perfum dels cedres
- 2003 Daniel i les bruixes salvatges
- 2005 Èxtasi
- 2007 Tigres
- 2009 He jugat amb els llops = He jugado con lobos
- 2012 Amor captiu

| - 1975 Petita memòria d'un mestre del meu temps - 1975 Implicació social i humana del teatre - 1979 Aucells esquius - 1979 Sexe i cultura a Mallorca: el cançoner - 1980 Història de l'illa de Mallorca - 1980 La ciutat de Mallorca: al recer d'una badia mediterrània - 1982 Sexe i cultura a Mallorca: la narrativa oral i el teatre - 1982 Cultura popular i ecologia del llenguatge - 1985 Pregoner de quimeres - 1986 Pedagogia de la imaginació poètica - 1990 Satan estima Berlín - 1991 L'educació de l'home que riu - 1995 Literatura infantil i experiència cognitiva - 1995 Les cançons eròtiques del camp de Mallorca - 1996 Com una rondalla: els treballs i la vida de Mossèn Alcover - 1999 L'infant selvàtic de Sierra Morena - 1999 Les festes llunyanes - 2005 Costa i Llobera: territoris de l'ànima - 1981 Les aventures d'en Pere Pistoles - 1981 La princesa embruixada |

## Premis
Premis rebuts.
- 1966 Ciutat de Palma "Gabriel Maura" de novel·la per L'abisme
- 1971 Josep Pla per Els alicorns
- 1971 Víctor Català per El cementiri de les roses
- 1975 Josep M. Folch i Torres per El rei Gaspar
- 1984 Sant Joan per Els rius de Babilònia
- 1985 Serra d'Or de literatura infantil i juvenil per El corsari de l'illa dels conills
- 1988 Literatura Catalana de la Institució de les Lletres Catalanes de literatura infantil per Tot quant veus és el mar
- 1988 Ministerio de Cultura de literatura infantil i juvenil per Tot quant veus és el mar
- 1994 Ministerio de Cultura de crítica de literatura infantil per Han cremat el mar
- 1997 Carlemany per Els jardins incendiats
- 1998 Creu de Sant Jordi
- 2002 Nèstor Luján per George. El perfum dels cedres
- 2007 Ramon Llull per Tigres
- 2009 Premi Joaquim Ruyra de narrativa juvenil per He jugat amb els llops
- 2011 Selecció White Ravens per He jugat amb els llops